# گادفری فیلیپس ایندیا
گادفری فیلیپس ایندیا (انگلیسی: Godfrey Phillips India) شرکت دخانیات هندی است، که در سال ۱۸۴۴ تأسیس شد.